# Desmechinus
Desmechinus is een geslacht van zee-egels uit de familie Trigonocidaridae.

## Soorten
- Desmechinus anomalus H.L. Clark, 1923
- Desmechinus rufus (Bell, 1894)
- Desmechinus versicolor (Mortensen, 1904)